# Посвентне (гміна, Воломінський повіт)
Гміна Посвентне (пол. Gmina Poświętne) — сільська гміна у центральній Польщі. Належить до Воломінського повіту Мазовецького воєводства.
Станом на 31 грудня 2011 у гміні проживало 6007 осіб.

## Територія
Згідно з даними за 2007 рік площа гміни становила 106.26 км², у тому числі:
- орні землі: 74.00%
- ліси: 19.00%

Таким чином, площа гміни становить 11.12% площі повіту.

## Населення
Станом на 31 грудня 2011:
| Опис     | Загалом | Загалом | Чоловіки | Чоловіки | Жінки | Жінки |
| -------- | ------- | ------- | -------- | -------- | ----- | ----- |
| одиниця  | осіб    | %       | осіб     | %        | осіб  | %     |
| все      | 6007    | 100     | 3048     | 50.74    | 2959  | 49.26 |
| міське   | 0       | 100     | 0        |          | 0     |       |
| сільське | 6007    | 100     | 3048     | 50.74    | 2959  | 49.26 |

## Сусідні гміни
Гміна Посвентне межує з такими гмінами: Воломін, Зельонка, Клембув, Станіславув, Страхувка, Тлущ.